# Michael I. Morris
Michael I. Morris ( n. 1935 ) es un botánico, y explorador estadounidense. Trabajó extensamente sobre el género Palafoxia de la familia de las asteráceas. Desarrolla actividades académicas en la Facultad de Biología, de la Universidad de Colorado.

## Algunas publicaciones
- billie l. Turner, michael i. Morris. Systematics of Palafoxia (Asteraceae: Helenieae). Rhodora: J. of the New England Bot. Club 78 (816): 62 pp.

- michael i. Morris. 1969. Contributions Toward a Monograph of the Caltha leptosepala (Ranunculaceae) Complex. 176 pp.

- 1969. The Biosystematics of the Caltha Leptosepala Complex in the Intermountain and Rocky Mountain Regions (U.S.A.) Editor Utah State Univ. Dep. of Plant Taxon. 364 pp.

- 1965. The Guard Cells Complex of Astragalus in Utah: Phylogenetic Significance. Editor Brigham Young Univ. Dep. of Botany. 59 pp.

- La abreviatura «M.I.Morris» se emplea para indicar a Michael I. Morris como autoridad en la descripción y clasificación científica de los vegetales.[2]